# 林帕赫
林帕赫（德語：Limpach）是瑞士伯恩州的一个旧市镇，总面积为4.4平方千米，截至2011年12月总人口为354人。2014年1月1日，林帕赫与邻近的6个市镇并入市镇弗勞布倫嫩。